# سلطه فرهنگی
سلطه فرهنگی، فَرادستی فرهنگی یا هِژِمونی فرهنگی (به انگلیسی: Cultural hegemony) از انواع هژمونی و مفهومی است برای توصیف نفوذ و تسلط فرهنگی یک گروه اجتماعی بر گروهی دیگر، چنان‌که گروهِ مسلط یا فرادست درجه‌ای از رضایت گروه تحت سلطه یا فرودست را به‌دست می‌آورد و با «تسلط داشتن به اعمال زور صرف» تفاوت دارد. در هژمونی فرهنگی، طبقهٔ دارای قدرت (طبقه حاکم) می‌کوشد تا تمامی باورها و شیوه‌های فرهنگی و سبک زندگی و بنیادهای اعتقادی خود را در بطن جامعه جاری کند و انواع دیگر ویژگی‌های فرهنگی و از جمله هویت اقلیت را به ترتیبی از بین ببرد که «خواست آنان نیز باشد.»
این اصطلاح از واژه یونانی «هژمون» گرفته شده که به معنای «رهبر» یا صرفاً «تسلط بر دیگری» است. یونانیان باستان از این اصطلاح برای بیان تسلط سیاسی - نظامی یک شهر بر شهر دیگر استفاده می‌کردند.
سلطه فرهنگی کلیه ظرفیت‌های فیزیکی و معنوی یک فرهنگ را برای معرفی خود به عنوان فرهنگ غالب بسیج می‌کند و می‌کوشد تا فرهنگ‌های دیگر را با رضایت خودشان تضعیف، مغلوب یا نابود سازد. انگیزهٔ این اقدام ممکن است ایجاد وابستگی زبانی، فرهنگی، هنری و غیره باشد و عمدتاً به مقاصد سیاسی انجام می‌شود. تسلط بر فرهنگ‌های دیگر با «رضایت خودشان»، مهم‌ترین وجه تفاوت این نوع سلطه‌گری با انواع دیگر آن است.
سلطهٔ فرهنگی یا هژمونی فرهنگی، ارزش‌ها و اعتقادات ملی یا مذهبی مردم را تحت‌الشعاع قرار می‌دهد و از دیگر انواع سلطه (همچون سلطه‌های نظامی و سیاسی) خطرناک‌تر و نامرئی‌تر است.
در هنگام اجرا و انجام سلطه فرهنگی، یک فرهنگ، جایگزین فرهنگ دیگر می‌شود. این سخن فردوسی بر این نوع سلطه دلالت دارد:
- تو دادی مرا فر و فرهنگ و رای
- تو باشی به هر نیک و بد رهنمای

## نقش روشنفکران
طبقه کارگر و دهقان برای درک هژمونی فرهنگی و مبارزه با آن وابسته به روشنفکرانی است که برساخته جامعه خود آنان هست. آنتونیو گرامشی به همین دلیل بین روشنفکران طبقه بورژوا و روشنفکران طبقه کارگر تفاوت می‌گذارد، و آنها را به ترتیب هواداران و مخالفان وضع موجود می‌نامد.